# 佩德雷古柳
佩德雷古柳是巴西圣保罗州的一个市镇。总面积701.886平方公里，总人口15156人，人口密度21.6人/平方公里。